# Пайка-Кривча (заказник)
Па́йка-Кри́вча — гідрологічний заказник місцевого значення в Україні. Розташований у межах Борзнянської міської громади Ніжинського району Чернігівської області, між селами Прачі та Високе.
Площа 216 га. Статус присвоєно згідно з рішенням Чернігівського облвиконкому рішення Чернігівського облвиконкому від 24.12.1979 року № 561; від 27.12.1984 року № 454; від 28.08.1989 року № 164. Перебуває у віданні Прачівської та Височанської сільських рад.
Охороняється мережа болотних масивів у заплаві річки Десна, які відіграють важливу роль у регулюванні водного режиму прилеглих територій. Тут зростають такі види болотного різнотрав'я: гірчак земноводний, плакун верболистий, вербозілля звичайне, живокіст лікарський, вовче тіло болотне, плавушник болотний.